# Plesten
Plesten ist ein Gemeindeteil der oberfränkischen Stadt Neustadt bei Coburg im bayrischen Landkreis Coburg.

## Lage
Plesten liegt etwa sieben Kilometer südöstlich von Neustadt oberhalb des Nachbarortes Fürth am Berg auf einer Halde am Fuß des etwa einhundert Meter höheren Spitzberges. Gemeindeverbindungsstraßen nach Unterwasungen, Fürth am Berg und Weikenbach führen durch Plesten.

## Geschichte
Plesten wurde erstmals 1149 in einer Urkunde als „Pliesten“ erwähnt. In der bestätigte der Würzburger Bischof Siegfried von Truhendingen, dass dem neugegründeten Kloster Mönchröden durch Hermann Sterker, Burggraf von Meißen und seinen Bruder, den Grafen Sterker, auch ein Wald übergeben wurde, der durch das Plestener Wieslein begrenzt wurde. Zur Bedeutung des Namens Plesten gibt es keine eindeutige Erklärung.
Durch die Siedlung führte eine Handelsstraße, die das Obere Maintal über Zedersdorf, Fürth am Berg und Judenbach mit dem Gebiet um Saalfeld verband. Eine Turmhügelanlage auf dem Burgrasen, westlich vom heutigen Ortskern gelegen, diente dem Schutz der Handelsstraße. Diese Wehranlage war Sitz des Adelsgeschlechts von Plesten, das 1162 erstmals urkundlich bei einem Streit zwischen dem Kloster Banz und dem Grafen Hermann von Wohlsbach erwähnt wurde. In der ersten Hälfte des 14. Jahrhunderts ist das Geschlecht derer von Plesten wohl ausgestorben.
Auf Plestener Gemarkung lag die um 1710 errichtete Wiesenmühle an der Steinach. Ursprünglich war es eine Mahlmühle, zum Schluss eine Märbelmühle, die 1894 abbrannte.
Plesten war seit dem Mittelalter Filialgemeinde von Fechheim. In der ersten Hälfte des 19. Jahrhunderts bestand in Plesten eine Präzepturschule. Ab 1840 besuchten die Kinder die Fürther Schule, ab 1859 die in Fechheim. Nach Fertigstellung des neuen Fürther Schulhauses 1878 wurden die Kinder aus Plesten wieder Fürth zugeteilt. Seit 1971 fahren die Plestener Schüler nach Neustadt zur Schule.
In einer Volksbefragung am 30. November 1919 stimmten zehn Plestener Bürger für den Beitritt des Freistaates Coburg zum thüringischen Staat und acht dagegen. Plesten und Wüstenahorn waren die einzigen Gemeinden, die sich mehrheitlich für den Beitritt aussprachen. Ab dem 1. Juli 1920 gehörte Plesten zum Freistaat Bayern.
Bei der Reichstagswahl vom 5. März 1933 bekam die NSDAP in Plesten 46 von 48 abgegebenen Stimmen.
Im Ersten Weltkrieg verloren fünf und im Zweiten Weltkrieg drei Plestener Soldaten ihr Leben.
Am 1. Januar 1971 schloss sich Plesten mit den Gemeinden Aicha, Fechheim, Fürth am Berg, Mittelwasungen und Unterwasungen zur Gemeinde Wasung zusammen. Am 1. Januar 1976 wurde Wasung aufgelöst und Plesten als Stadtteil in die Stadt Neustadt bei Coburg eingegliedert.
Die Trinkwasserversorgung erfolgte früher durch Haus-, Pump- und Laufbrunnen. Eine gemeindeeigene Anlage mit Hausanschlüssen gab es ab 1958. Ab dem 1. Juli 1978 erfolgte die Wasserversorgung durch den Zweckverband Spittelsteiner Gruppe, der 1986 durch die Stadtwerke Neustadt übernommen wurde. Stromlieferanten waren ab 1920 das Überlandwerk der Gumpertschen-Mühle in Mupperg und ab Anfang 1938 das Bamberger Überlandwerk Oberfranken. 1997 übernahmen die Stadtwerke Neustadt die Stromversorgung. 1987 hatte Plesten 23 Wohngebäude, von denen 13 nach 1949 entstanden waren.

## Einwohnerentwicklung
| Jahr | Einwohnerzahl |
| ---- | ------------- |
| 1858 | 104           |
| 1900 | 90            |
| 1925 | 84            |
| 1933 | 80            |
| 1939 | 86            |
| 1946 | 136           |
| 1950 | 139           |
| 1961 | 98            |
| 1980 | 100           |
| 1987 | 96            |
| 2013 | 87            |
| 2020 | 88            |